# Dywetyna
Dywetyna (z fr. duvetine, duvet - puch, meszek) - rodzaj wełnianej tkaniny imitującej aksamit, o splocie satynowym albo skośnym krzyżykowym. Tkanina ta posiada charakterystyczną grubą, krótką okrywę z przędzy czesankowej, która jest luźna w osnowie i podwójnie, potrójnie lub poczwórnie skręcana; jednostronnie pokryta jest delikatnym puszkiem uzyskanym w wyniku drapania lub szmerglowania nitek wątkowych. Zazwyczaj wykorzystywana jest na kołnierzach lub w damskich płaszczach wysokiej jakości.